# Windows Display Driver Model
Windows Display Driver Model (WDDM, también conocido por WVDDM durante el tiempo de uso de Windows Vista) es la arquitectura de controladores gráficos para controladores de tarjeta de vídeo de Microsoft para las versiones de Windows a partir de Windows Vista.
El Windows Display Driver Model (WDDM) es una nueva arquitectura de driver de pantalla soportado en Windows Vista. Ésta arquitectura de pantalla es un lavado de cara de la arquitectura de sistemas de pantalla basados en Windows XP y ofrece a los usuarios un mejor rendimiento, soportando nuevos escenarios, gráficos, y aplicaciones. 
Se trata de un reemplazo para la arquitectura de control de pantalla de Windows XP destinada a permitir un mejor rendimiento y funcionalidad de los nuevos gráficos.